# 533 Sara
533 Sara
533 Sara là một tiểu hành tinh ở vành đai chính. Nó được Raymond Smith Dugan phát hiện ngày 19.4.1904 ở Heidelberg và được đặt theo tên Sara, một người bạn của Raymond Smith Dugan.